# Laelia autumnalis
Laelia autumnalis (Lex) Lindl., 1831 è una pianta della famiglia delle Orchidacee enddemica del Messico.

## Descrizione
L. autumnalis è un'orchidea di taglia medio-piccola che cresce su alberi e anche arbusti (epifita) oppure su rocce coperte di muschio (litofita) in ambienti caratterizzati da luce brillante. Questa pianta presenta pseudobulbi di forma da ovale-subconica a piriforme, scanalati, che tendono a curvare con l'età, dai quali si dipartono due o tre foglie coriacee di forma lanceolata. La fioritura avviene in autunno-inverno su di un racemo eretto, coperto da bratte floreali e lungo fino a 90 centimetri e recante da pochi a molti fiori grandi da 7 a 10 centimetri in media, profumati, di consistenza cerea, duraturi e molto variabili nel colore.

## Distribuzione e habitat
L. autumnalis è una pianta originaria delle montagne del Messico centrale, dove cresce epifita o litofita in querceti ed arbusteti alle alte quote (1500-2600 metri sul livello del mare), in ambienti molto luminosi e caratterizzati da freddo notturno.

## Sinonimi
Bletia autumnalis Lex., 1825

Amalia autumnalis  (Lex.) Heynh., 1846

Cattleya autumnalis  (Lex.) Beer, 1854

Laelia autumnalis var. atrorubens  Backh.f., 1880

Laelia autumnalis var. venusta  auct., 1884

Laelia autumnalis var. xanthotrophis  Rchb.f., 1888

Laelia autumnalis alba  Rchb.f., 1889

Laelia autumnalis var. alba  (Rchb.f.) B.S.Williams, 1893

Laelia venusta  Rolfe, 1895

Laelia autumnalis f. atrorubens  (Backh.f.) Halb., 1993

Laelia autumnalis f. xanthotrophis  (Rchb.f.) Halb. & Soto Arenas, 1997

Laelia autumnalis f. alba  (Rchb.f.) M.Wolff & O.Gruss, 2007

## Coltivazione
Questa specie richiede in coltivazione mezz'ombra, temperature medio alte e stagione di riposo dopo la fioritura; è preferibile fornire acqua nella stagione di fioritura mediante vaporizzazioni .

## Curiosità
Come per Laelia speciosa, in Messico, terra d'origine di queste orchidee, è tradizione, per la festa di Ognissanti, produrre piccole immagini, ottenute proprio dagli pseudobulbi delle due specie suddette, mediante un particolare processo di macinatura, fermentazione e modellazione della pasta così ottenuta.